# 仿膳饭庄
39°55′36″N 116°23′19″E / 39.9267476°N 116.3887261°E
仿膳饭庄，位于北京市西城区文津街1号北海公园，是北京有名的宫廷菜馆。设在漪澜堂的仿膳饭庄由三个庭院构成。到2010年代，共有餐厅12间，餐位300多个，内部装饰以中国传统文化为主题，挂有彩绘宫灯，窗帘、餐巾、台布、椅套都是明黄色，餐具是带“万寿无疆”字样的仿清宫瓷器或金器。
仿膳饭庄首屈一指的是满汉全席，完整的满汉全席需4到6餐才能用完，为此仿膳饭庄推出“满汉全席精选菜单”，吃一餐便可领略其特色。

## 历史
1925年，北海公园正式开放。原在清宫御膳房的御厨赵仁斋、孙绍然等人在北海公园北部开设仿膳茶社，经营风味菜肴及面点小吃。“仿膳”意为仿照清宫御膳房的制作方法。

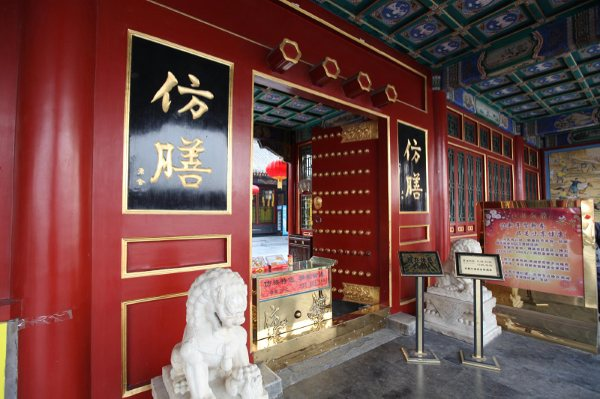
设在漪澜堂的仿膳饭庄

1955年，仿膳茶社从私营改为国营，更名“仿膳饭庄”。1959年，从北海公园北部迁至琼华岛上的漪澜堂。1966年到1977年，北海公园因文革停止开放，由党和国家领导人使用，仿膳饭庄也停止对外营业。这段时间，仿膳饭庄成为党和国家领导人会见外宾、处理政务的场所。1978年，仿膳饭庄恢复对外营业。仿膳饭庄接待过周恩来、邓小平、叶剑英、彭真、万里等党和国家领导人，尼克松、基辛格等外国政要，琼瑶等名人。
2013年12月，中央纪委、中央教育实践活动领导小组发出《关于在党的群众路线教育实践活动中严肃整治“会所中的歪风”的通知》，为贯彻中央八项规定精神，坚决反对“四风”，遵照中央指示，就严肃整治“会所中的歪风”提出明确要求，严禁地方将历史建筑、公园等公共资源变为私人会所。2014年10月，中共中央办公厅、国务院办公厅转发十部门《关于严禁在历史建筑、公园等公共资源中设立私人会所的暂行规定》。
2014年1月，为响应中央的整治要求，北京市开始对公园内的24家高档私人会所进行停业整顿。其中包括地坛公园内的乙十六总店、北海公园乙十六御膳堂等等。乙十六御膳堂被列入“城市公园内的高档餐饮及企业租用经营场所”而停业整顿。随后“御膳堂”牌匾被摘下，换上“仿膳饭庄”匾额，仿膳饭庄于2014年5月中旬在乙十六御膳堂原址（即1925年仿膳茶社原址）开张营业。被仿膳饭庄长期占用的古建筑漪澜堂由此获得腾退，归北海公园对外开放。
2010年8月25日，“仿膳饭庄创建85周年暨市级非物质文化遗产‘清廷御膳'技艺展示”活动在仿膳饭庄举行。北京市文化局当天向仿膳饭庄颁发了“北京市市级非物质文化遗产——仿膳饭庄清廷御膳制作技艺”标牌。2011年，“仿膳（清廷御膳）制作技艺”被列入第三批国家级非物质文化遗产保护名录。
仿膳饭庄由北京市仿膳饭庄有限责任公司经营，该公司由中国全聚德（集团）股份有限公司投资。2005年，首旅集团、新燕莎集团、全聚德集团实行战略重组，仿膳饭庄进入全聚德集团，成为首旅集团旗下餐饮版块中的中华老字号餐饮品牌。
1993年，北京天安餐饮管理有限公司天安门仿膳饭庄开业。天安门仿膳饭庄位于北京市东城区东交民巷37号，天安门广场东侧，中国国家博物馆南侧。